# Nor-Am Cup 2019
La Nor-Am Cup 2019 è stata la 42ª edizione della manifestazione organizzata dalla Federazione Internazionale Sci; ha avuto inizio il 5 dicembre 2018 a Lake Louise, in Canada, e si è conclusa il 21 marzo 2019 a Sugarloaf, negli Stati Uniti.
In campo maschile sono state disputate 28 delle 29 gare in programma (4 discese libere, 5 supergiganti, 8 slalom giganti, 8 slalom speciali, 2 combinate, 1 slalom parallelo), in 7 diverse località. Lo statunitense Kyle Negomir si è aggiudicato la classifica generale; il canadese James Crawford ha vinto quella di discesa libera, lo statunitense Samuel Dupratt quella di supergigante, lo statunitense Nicholas Krause quella di slalom gigante, il canadese Simon Fournier quella di slalom speciale e il canadese Jeffrey Read quella di combinata. Lo statunitense River Radamus era il detentore uscente del trofeo generale.
In campo femminile sono state disputate 28 delle 29 gare in programma (4 discese libere, 5 supergiganti, 8 slalom giganti, 8 slalom speciali, 2 combinate, 1 slalom parallelo), in 8 diverse località. La statunitense Nina O'Brien si è aggiudicata sia la classifica generale, sia quelle di supergigante, di slalom gigante e di slalom speciale; la sua connazionale A J Hurt ha vinto quelle di discesa libera e di combinata. La canadese Roni Remme era la detentrice uscente del trofeo generale.

## Uomini

### Risultati
| Data             | Località          | Nazione     | Spec. | Primo               | Secondo           | Terzo               |
| ---------------- | ----------------- | ----------- | ----- | ------------------- | ----------------- | ------------------- |
| 5 dicembre 2018  | Lake Louise       | Canada      | DH    | James Crawford      | Miha Hrobat       | Boštjan Kline       |
| 6 dicembre 2018  | Lake Louise       | Canada      | KB    | annullata           | annullata         | annullata           |
| 6 dicembre 2018  | Lake Louise       | Canada      | DH    | James Crawford      | Cameron Alexander | Miha Hrobat         |
| 7 dicembre 2018  | Lake Louise       | Canada      | SG    | Samuel Dupratt      | James Crawford    | Kyle Negomir        |
| 10 dicembre 2018 | Panorama          | Canada      | KB    | Jeffrey Read        | Kyle Negomir      | Sam Mulligan        |
| 10 dicembre 2018 | Panorama          | Canada      | SG    | Samuel Dupratt      | Sam Mulligan      | Brodie Seger        |
| 11 dicembre 2018 | Panorama          | Canada      | SG    | Sam Mulligan        | Jeffrey Read      | Kyle Negomir        |
| 13 dicembre 2018 | Panorama          | Canada      | SL    | Mark Engel          | Sandy Vietze      | Simon Fournier      |
| 14 dicembre 2018 | Panorama          | Canada      | SL    | Simon Fournier      | Benjamin Ritchie  | Joachim Bakken Lien |
| 15 dicembre 2018 | Panorama          | Canada      | GS    | Simon Fournier      | Tobias Kogler     | Samuel Dupratt      |
| 16 dicembre 2018 | Panorama          | Canada      | GS    | Nicholas Krause     | Max Røisland      | Åge Solheim         |
| 3 gennaio 2019   | Camp Fortune      | Canada      | SL    | Simon Fournier      | Luke Winters      | Garret Driller      |
| 4 gennaio 2019   | Camp Fortune      | Canada      | SL    | Benjamin Ritchie    | Simon Fournier    | Garret Driller      |
| 5 gennaio 2019   | Mont Sainte-Marie | Canada      | PR    | Tobias Kogler       | Spencer Smith     | Tucker Marshall     |
| 6 gennaio 2019   | Mont Sainte-Marie | Canada      | GS    | Åge Solheim         | Brian McLaughlin  | Nicholas Krause     |
| 7 gennaio 2019   | Mont Sainte-Marie | Canada      | GS    | Nicholas Krause     | Simon Fournier    | River Radamus       |
| 5 febbraio 2019  | Sun Valley        | Stati Uniti | SL    | Luke Winters        | Simon Fournier    | Erik Arvidsson      |
| 6 febbraio 2019  | Sun Valley        | Stati Uniti | SL    | Tobias Kogler       | Alex Leever       | Sandy Vietze        |
| 7 febbraio 2019  | Sun Valley        | Stati Uniti | GS    | Max Røisland        | River Radamus     | Nicholas Krause     |
| 8 febbraio 2019  | Sun Valley        | Stati Uniti | GS    | River Radamus       | Luke Winters      | Tobias Windingstad  |
| 12 marzo 2019    | Burke Mountain    | Stati Uniti | GS    | Tanguy Nef          | Brian McLaughlin  | Riley Seger         |
| 13 marzo 2019    | Burke Mountain    | Stati Uniti | GS    | Tanguy Nef          | Brian McLaughlin  | Riley Seger         |
| 14 marzo 2019    | Burke Mountain    | Stati Uniti | SL    | Kyle Negomir        | Fritz Dopfer      | Laurie Taylor       |
| 14 marzo 2019    | Burke Mountain    | Stati Uniti | SL    | Fritz Dopfer        | Luke Winters      | Linus Straßer       |
| 19 marzo 2019    | Sugarloaf         | Stati Uniti | DH    | Thomas Biesemeyer   | Jared Goldberg    | Ryan Cochran-Siegle |
| 19 marzo 2019    | Sugarloaf         | Stati Uniti | DH    | Ryan Cochran-Siegle | Thomas Biesemeyer | Jared Goldberg      |
| 20 marzo 2019    | Sugarloaf         | Stati Uniti | SG    | Ryan Cochran-Siegle | River Radamus     | Thomas Biesemeyer   |
| 21 marzo 2019    | Sugarloaf         | Stati Uniti | KB    | Luke Winters        | Jeffrey Read      | Kyle Negomir        |
| 21 marzo 2019    | Sugarloaf         | Stati Uniti | SG    | River Radamus       | Jared Goldberg    | Jeffrey Read        |

Legenda:

DH = discesa libera

SG = supergigante

GS = slalom gigante

SL = slalom speciale

KB = combinata

PR = slalom parallelo

### Classifiche

#### Generale
| Pos. | Nome            | Nazione     | Punti |
| ---- | --------------- | ----------- | ----- |
| 1    | Kyle Negomir    | Stati Uniti | 921   |
| 2    | Jeffrey Read    | Canada      | 816   |
| 3    | Simon Fournier  | Canada      | 776   |
| 4    | Samuel Dupratt  | Stati Uniti | 727   |
| 5    | Luke Winters    | Stati Uniti | 647   |
| 6    | River Radamus   | Stati Uniti | 632   |
| 7    | Brodie Seger    | Canada      | 562   |
| 8    | Sam Mulligan    | Canada      | 547   |
| 9    | Nicholas Krause | Stati Uniti | 501   |
| 10   | Max Røisland    | Norvegia    | 474   |

#### Discesa libera
| Pos. | Nome                | Nazione     | Punti |
| ---- | ------------------- | ----------- | ----- |
| 1    | James Crawford      | Canada      | 250   |
| 2    | Kyle Negomir        | Stati Uniti | 181   |
| 3    | Thomas Biesemeyer   | Stati Uniti | 180   |
| 4    | Cameron Alexander   | Canada      | 164   |
| 5    | Ryan Cochran-Siegle | Stati Uniti | 160   |

#### Supergigante
| Pos. | Nome           | Nazione     | Punti |
| ---- | -------------- | ----------- | ----- |
| 1    | Samuel Dupratt | Stati Uniti | 312   |
| 2    | Jeffrey Read   | Canada      | 254   |
| 3    | Sam Mulligan   | Canada      | 249   |
| 4    | Kyle Negomir   | Stati Uniti | 222   |
| 5    | Brodie Seger   | Canada      | 185   |

#### Slalom gigante
| Pos. | Nome             | Nazione     | Punti |
| ---- | ---------------- | ----------- | ----- |
| 1    | Nicholas Krause  | Stati Uniti | 470   |
| 2    | Brian McLaughlin | Stati Uniti | 285   |
| 3    | Max Røisland     | Norvegia    | 284   |
| 4    | River Radamus    | Stati Uniti | 276   |
| 5    | Samuel Dupratt   | Stati Uniti | 264   |

#### Slalom speciale
| Pos. | Nome             | Nazione     | Punti |
| ---- | ---------------- | ----------- | ----- |
| 1    | Simon Fournier   | Canada      | 525   |
| 2    | Luke Winters     | Stati Uniti | 347   |
| 3    | Benjamin Ritchie | Stati Uniti | 343   |
| 4    | Tobias Kogler    | Austria     | 242   |
| 5    | Sandy Vietze     | Stati Uniti | 237   |

#### Combinata
| Pos. | Nome         | Nazione     | Punti |
| ---- | ------------ | ----------- | ----- |
| 1    | Jeffrey Read | Canada      | 180   |
| 2    | Kyle Negomir | Stati Uniti | 140   |
| 3    | Sam Mulligan | Stati Uniti | 105   |
| 4    | Luke Winters | Stati Uniti | 100   |
| 5    | Brodie Seger | Canada      | 74    |

## Donne

### Risultati
| Data             | Località                    | Nazione     | Spec. | Prima              | Seconda             | Terza                |
| ---------------- | --------------------------- | ----------- | ----- | ------------------ | ------------------- | -------------------- |
| 5 dicembre 2018  | Lake Louise                 | Canada      | DH    | A J Hurt           | Isabella Wright     | Kateřina Pauláthová  |
| 6 dicembre 2018  | Lake Louise                 | Canada      | KB    | annullata          | annullata           | annullata            |
| 6 dicembre 2018  | Lake Louise                 | Canada      | DH    | A J Hurt           | Kateřina Pauláthová | Keely Cashman        |
| 7 dicembre 2018  | Lake Louise                 | Canada      | SG    | A J Hurt           | Nina O'Brien        | Isabella Wright      |
| 10 dicembre 2018 | Panorama                    | Canada      | SG    | Nina O'Brien       | Patricia Mangan     | Isabella Wright      |
| 11 dicembre 2018 | Panorama                    | Canada      | KB    | A J Hurt           | Tuva Norbye         | Patricia Mangan      |
| 11 dicembre 2018 | Panorama                    | Canada      | SG    | A J Hurt           | Tuva Norbye         | Patricia Mangan      |
| 12 dicembre 2018 | Panorama                    | Canada      | GS    | Nina O'Brien       | A J Hurt            | Adriana Jelínková    |
| 14 dicembre 2018 | Panorama                    | Canada      | GS    | Patricia Mangan    | Adriana Jelínková   | Kateřina Pauláthová  |
| 15 dicembre 2018 | Panorama                    | Canada      | SL    | Foreste Peterson   | Alexa Dlouhy        | Andrea Komšić        |
| 16 dicembre 2018 | Panorama                    | Canada      | SL    | Katie Hensien      | Nina O'Brien        | Keely Cashman        |
| 2 gennaio 2019   | Georgian Peaks              | Canada      | GS    | Nina O'Brien       | A J Hurt            | Tuva Norbye          |
| 3 gennaio 2019   | Georgian Peaks              | Canada      | GS    | Nina O'Brien       | A J Hurt            | Patricia Mangan      |
| 4 gennaio 2019   | Calgary                     | Canada      | PR    | Tuva Norbye        | Patricia Mangan     | Katie Hensien        |
| 5 gennaio 2019   | Osler Bluff                 | Canada      | SL    | Katie Hensien      | Nina O'Brien        | Amelia Smart         |
| 6 gennaio 2019   | Osler Bluff                 | Canada      | SL    | Nina O'Brien       | A J Hurt            | Katie Hensien        |
| 6 febbraio 2019  | Snow King Mountain          | Stati Uniti | SL    | Amelia Smart       | Nina O'Brien        | Keely Cashman        |
| 6 febbraio 2019  | Snow King Mountain          | Stati Uniti | SL    | Amelia Smart       | Nina O'Brien        | Adriana Jelínková    |
| 7 febbraio 2019  | Snow King Mountain          | Stati Uniti | GS    | Keely Cashman      | Nina O'Brien        | Eirin Linnea Engeset |
| 8 febbraio 2019  | Snow King Mountain          | Stati Uniti | GS    | Adriana Jelínková  | Nina O'Brien        | Keely Cashman        |
| 12 marzo 2019    | Stowe Mountain/Spruce Peake | Stati Uniti | GS    | Mikaela Tommy      | Nina O'Brien        | A J Hurt             |
| 13 marzo 2019    | Stowe Mountain/Spruce Peake | Stati Uniti | GS    | Adriana Jelínková  | Mikaela Tommy       | Patricia Mangan      |
| 14 marzo 2019    | Stowe Mountain/Spruce Peake | Stati Uniti | SL    | Amelia Smart       | Andrea Komšić       | Adriana Jelínková    |
| 14 marzo 2019    | Stowe Mountain/Spruce Peake | Stati Uniti | SL    | Nina O'Brien       | Amelia Smart        | A J Hurt             |
| 19 marzo 2019    | Sugarloaf                   | Stati Uniti | DH    | Nina O'Brien       | Keely Cashman       | Alice Merryweather   |
| 19 marzo 2019    | Sugarloaf                   | Stati Uniti | DH    | Alice Merryweather | Keely Cashman       | A J Hurt             |
| 20 marzo 2019    | Sugarloaf                   | Stati Uniti | SG    | Keely Cashman      | Nina O'Brien        | A J Hurt             |
| 20 marzo 2019    | Sugarloaf                   | Stati Uniti | SG    | Nina O'Brien       | A J Hurt            | Keely Cashman        |
| 21 marzo 2019    | Sugarloaf                   | Stati Uniti | KB    | Nina O'Brien       | A J Hurt            | Keely Cashman        |

Legenda:

DH = discesa libera

SG = supergigante

GS = slalom gigante

SL = slalom speciale

KB = combinata

PR = slalom parallelo

### Classifiche

#### Generale
| Pos. | Nome              | Nazione     | Punti |
| ---- | ----------------- | ----------- | ----- |
| 1    | Nina O'Brien      | Stati Uniti | 1821  |
| 2    | A J Hurt          | Stati Uniti | 1577  |
| 3    | Keely Cashman     | Stati Uniti | 1217  |
| 4    | Patricia Mangan   | Stati Uniti | 1148  |
| 5    | Tuva Norbye       | Norvegia    | 846   |
| 6    | Isabella Wright   | Stati Uniti | 645   |
| 7    | Amelia Smart      | Canada      | 634   |
| 8    | Adriana Jelínková | Paesi Bassi | 600   |
| 9    | Foreste Peterson  | Stati Uniti | 557   |
| 10   | Katie Hensien     | Stati Uniti | 536   |

#### Discesa libera
| Pos. | Nome               | Nazione     | Punti |
| ---- | ------------------ | ----------- | ----- |
| 1    | A J Hurt           | Stati Uniti | 310   |
| 2    | Keely Cashman      | Stati Uniti | 270   |
| 3    | Isabella Wright    | Stati Uniti | 201   |
| 4    | Patricia Mangan    | Stati Uniti | 164   |
| 5    | Alice Merryweather | Stati Uniti | 160   |

#### Supergigante
| Pos. | Nome            | Nazione     | Punti |
| ---- | --------------- | ----------- | ----- |
| 1    | Nina O'Brien    | Stati Uniti | 410   |
| 2    | A J Hurt        | Stati Uniti | 340   |
| 3    | Patricia Mangan | Stati Uniti | 285   |
| 4    | Keely Cashman   | Stati Uniti | 236   |
| 5    | Isabella Wright | Stati Uniti | 180   |

#### Slalom gigante
| Pos. | Nome              | Nazione     | Punti |
| ---- | ----------------- | ----------- | ----- |
| 1    | Nina O'Brien      | Stati Uniti | 576   |
| 2    | A J Hurt          | Stati Uniti | 429   |
| 3    | Adriana Jelínková | Paesi Bassi | 385   |
| 4    | Keely Cashman     | Stati Uniti | 378   |
| 5    | Patricia Mangan   | Stati Uniti | 315   |

#### Slalom speciale
| Pos. | Nome          | Nazione     | Punti |
| ---- | ------------- | ----------- | ----- |
| 1    | Nina O'Brien  | Stati Uniti | 585   |
| 2    | Amelia Smart  | Canada      | 510   |
| 3    | Katie Hensien | Stati Uniti | 401   |
| 4    | Tuva Norbye   | Norvegia    | 381   |
| 5    | A J Hurt      | Stati Uniti | 318   |

#### Combinata
| Pos. | Nome            | Nazione     | Punti |
| ---- | --------------- | ----------- | ----- |
| 1    | A J Hurt        | Stati Uniti | 180   |
| 2    | Patricia Mangan | Stati Uniti | 110   |
| 3    | Nina O'Brien    | Stati Uniti | 100   |
| 4    | Tuva Norbye     | Norvegia    | 80    |
| 5    | Sarah Bennett   | Canada      | 68    |